# Cenate Sopra
Cenate Sopra là một đô thị ở tỉnh Bergamo trong vùng Lombardia của nước Ý, có vị trí cách khoảng 60 km về phía đông bắc của Milano và khoảng 12 km về phía đông của Bergamo. Tại thời điểm ngày 31 tháng 12 năm 2004, đô thị này có dân số 2.248 người và diện tích là 6,9 km².
Đô thị Cenate Sopra có các frazioni (đơn vị cấp dưới, chủ yếu là các làng) Sant'Ambrogio, Valpredina, và Piazze.
Cenate Sopra giáp các đô thị: Albino, Cenate Sotto, Pradalunga, Scanzorosciate, Trescore Balneario.